# Edward Villiers, 1. hrabě z Jersey
Edward Villiers, 1. hrabě z Jersey (Edward Villiers, 1st Earl of Jersey, 1st Viscount Villiers, 1st Baron Villiers) (1656 – 25. srpna 1711) byl anglický politik, dvořan a diplomat ze šlechtického rodu Villiersů, mimo jiné byl bratrancem 2. vévody z Buckinghamu a švagrem maršála hraběte z Orkney. Byl vyslancem v Holandsku a Francii, zastával též vysoké funkce u dvora a v letech 1700–1704 byl nejvyšším komořím Anglie. V roce 1697 získal titul hraběte z Jersey. Jeho kariéra byla předurčena důvěrným vztahem krále Viléma III. s jeho sestrou Elizabeth.

## Životopis
Pocházel z početné rodiny plukovníka Edwarda Villierse (1620–1689) a jeho manželky Frances Howardové, dcery 2. hraběte ze Suffolku. Studoval v Cambridge a v roce 1677 s dalšími sourozenci doprovázel princeznu Marii do Nizozemí při příležitosti jejího sňatku s Vilémem Oranžským. Po pádu Jakuba II. a nástupu Viléma Oranžského na anglický trůn patřil k prominentním osobnostem dvora, byl nejvyšším štolbou království (1689–1698) a v roce 1691 s titulem vikomta vstoupil do Sněmovny lordů. Protože dobře znal poměry v Nizozemí, uplatnil se jako vyslanec v Haagu (1695–1697), byl též delegátem na mírových jednáních v Rijswijku v závěru Devítileté války (1697). V roce 1697 získal titul hraběte z Jersey a téhož roku byl jmenován členem Tajné rady. Následně byl vyslancem ve Francii (1698–1699), souběžně v letech 1697–1700 byl členem místodržitelského sboru v Irsku a v letech 1699–1700 krátce zastával funkci státního sekretáře vnitra. V případě nepřítomnosti Viléma Oranžského v Anglii byl též členem místodržitelského sboru v Anglii. V letech 1700–1704 byl nejvyšším komořím, ale jeho kariéra skončila v podstatě se smrtí Viléma Oranžského (1702), nakonec upadl v nemilost u královny Anny a byl donucen k odchodu do ústraní.

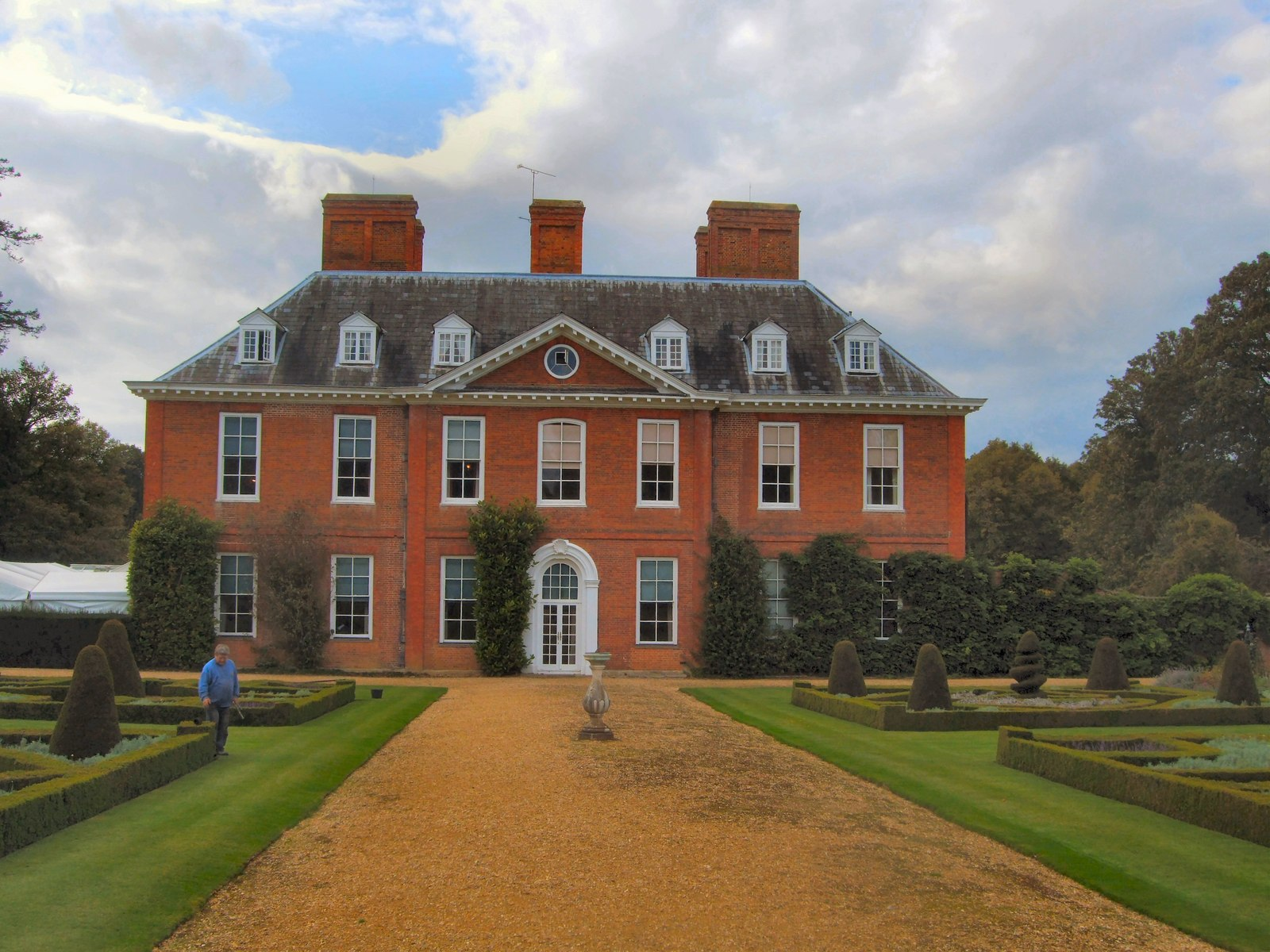
Zámek Squerryes Court (Kent), sídlo 1. hraběte z Jersey

V roce 1681 se oženil s Barbarou Chiffinch (1663–1735), dcerou dvořana Williama Chiffinche. Měli spolu dvě děti, dcera Mary Villiers (1688–1735) byla poprvé provdaná za předčasně zemřelého Thomase Thynne z rodu pozdějších markýzů z Bathu, podruhé za Georga Granvilla (1666–1735). Syn William Villiers (1682–1721) byl druhým hrabětem z Jersey.
Edwardovým sídlem byl nevelký zámek Squerryes Court (Kent), který koupil v roce 1700. Až o několik generací později získali Villiersové značný majetek dědictvím po bankéřské rodině Childů.